# Paracles tapina
Paracles tapina är en fjärilsart som beskrevs av Dyar 1913. Paracles tapina ingår i släktet Paracles och familjen björnspinnare. Inga underarter finns listade i Catalogue of Life.